# Франсуа де Невіль
Франсуа де Невіль (фр. François de Neufville; 7 квітня 1644 — 18 липня 1730) — військовий та державний діяч, дипломат Французького королівства, 2-й герцог Віллеруа, маршал Франції. Мав прізвисько «Шарман».

## Життєпис
Походив зі шляхетського роду Невіль з Ліоне. Син Ніколя V де Невіль, 1-го герцога Віллеруа і маршала Франції, Мадлени де Бланшфор (доньки маршала Шарля де Крекі). Народився 1644 року в Ліоні. Виховувався при королівському дворі, став другом дитинства короля Людовика XIV.
1662 року оженився на представниці роду Коссе. 1664 року поступив до війська у званні полковника Ліонського піхотного полку, отримавши цю посаду від батька. Брав участь у австро-османській війні, зокрема у битві під Сент-Готтардом, де зазнав поранення у руку. 1668 року був посланцем до Венеціанської республіки.
1672 року призначено бригадиром. Був учасником Голландської війни. 1674 року отримав звання табірного маршала (на кшталт генерал-майора). Відзначився при облозі Безонсона та у битві біля Сенефе. 1675 року батько передав Франсуа перство-герцогство Віллеруа. 1677 року стає генерал-лейтенантом.
1683 року передав Ліонський полку синову Людовику Ніколя. 1685 року після смерті батька успадкував його посаду губернатора Ліоне, Фореза і Божоле. 1688 року переїхав до готелю Сале. У грудні стає кавалером ордену Святого Духа. Невдовзі призначено послом до Венеції.
Брав участь у війні Аугсбурзької ліги. 1693 року отримав звання маршала Франції. Після цього рушив на допомогу маршалові Луї-Франсуа де Буфлеру, якого в Намюрі взяв в облогу штатгальтер Вільгельм III Оранський. Він змусив відступити Шарля-Анрі де Водемона, але не переслідував його. Після цього рушив до Брюсселя, який бомбардував, але не зміг захопити. Слідом за цим відступив до Жамблу, так й не досягши Намюру. Невдовзі стає кавалером королівського і військового ордену Святого Людовика. 1694 року передав перство-герцогство синові Людовику Ніколя. 1695 року стає капітаном королівських гвардійців. Продовжував керувати французькою армією в Іспанських Нідерландах до укладання Рейсвейкського миру в 1697 році.
У 1701 році з початком війни за іспанську спадщину спочатку керував Рейнською армією. Але вже у липні того ж року призначено командувачем Італійської армії замість Ніколя Катіни. Невдовзі зазнав поразки від Євгена Савойського в битві біля К'ярі. 1702 року зазнав нової поразки у битві при Кремоні, потрапивши у полон. Спочатку перебув в Інсбруку, потім в Граці.
1703 року в обмін на графа Валленштайна повернувся до Франції, де призначений очільником Фландської армії. 1706 року зазнав нищівної поразки від Джон Мальборо у битві біля Рамільї, внаслідок чого було втрачено 12 укріплень Брабанту і Фландії, сам Невіль відступив до Лілля. Після цього відсторонений від командування. 1708 року пішов з посади капітана королівських гвардійців, передавши її синові.
1712 року за підтримки маркізи Франсуази де Ментенон повернув королівську прихильність. 1714 року призначено головою королівської Ради фінансів. Невдовзі стає державним міністром. 1715 року після смерті Людовика XIV стає членом регентської ради. 1716 року призначено почесним президентом Торгівельної ради. З 1717 року став протистояти регенту Філіппу II Орлеанському. При цьому спирався на Паризький парламент. 1718 року разом з Луї-Огюстом де Бурбоном, герцогом Мен, спрямований проти регента. 1719 року регент наказав арештувати герцога де Мена, що налякало Франсуа де Невіля.
1722 році разом з королем Людовиком XV пересилився до Версалю. Продовжував інтригувати проти регента та кардинала Ґійома Дюбуа. Того ж року Франсуа де Невіля було заслано до власного маєтку неподалік від Ліону. У 1724 році невдовзі після смерті регента Філіппа Орлеанського та Дюбуа повернутий до Парижу з призначенням на усі втрачені до того посади, де помер 1730 року.

## Родина
Дружина — Маргарита-Марія, донька герцога Людовика де Косе-Брізака.
Діти:
- Людовика Ніколя (1663—1734), 3-й герцог Віллеруа
- Франсуа-Катерина (д/н—1700)
- Каміла (д/н—1671)
- Мадлен Терезв (1666—1723), черниця
- Франсуаза Мадлен (д/н—1730), дружина Жоао де Суса, графа Прадо
- Катерина Анна (1674—1715), абатиса Нотр-Дам дю Кальвара в Парижі
- Франсуа Поль (1677—1731), архієпископ Ліонський